# Оральний секс

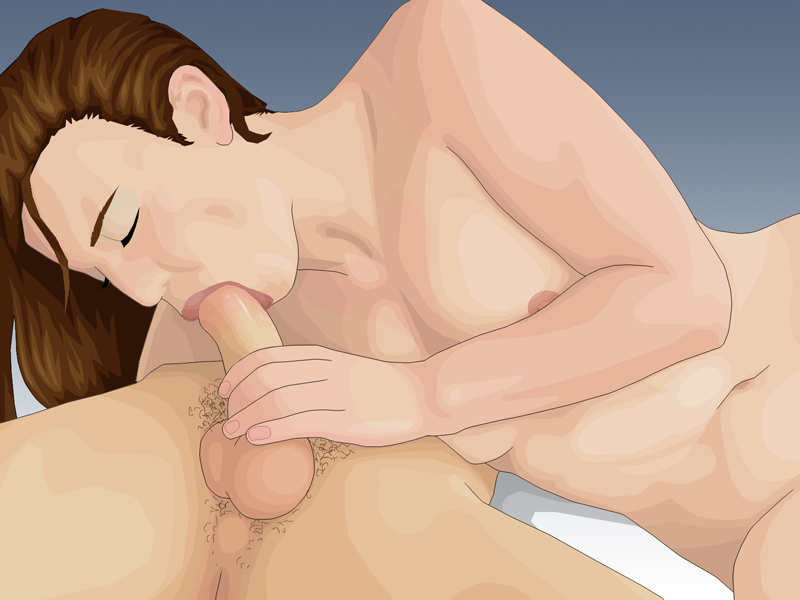
Жінка виконує феляцію, яка є різновидом орального сексу

Ора́льний се́кс — форма сексуальної стимуляції геніталій чи інших ерогенних зон ротом, язиком, зубами та обличчям. Кунілінгус — оральний секс, який виконується на вульві, тоді як феляція — оральний секс, який виконується на пенісі. Анілінгус, інша форма орального сексу, полягає в оральній стимуляції заднього проходу. Оральна стимуляція власного пеніса називається автофеляцією.
Оральний секс може виконуватися як прелюдія для стимулювання сексуального збудження перед іншими сексуальними діями (такими як вагінальний або анальний статевий акт) або як еротичний та фізично інтимний контакт сам по собі. Як і більшість форм сексуальної активності, оральний секс може становити ризик зараження інфекціями, що передаються статевим шляхом (ІПСШ). Однак ризик передачі при оральному сексі, особливо передачі ВІЛ, значно нижчий, ніж при вагінальному чи анальному сексі.
Оральний секс у деяких спільнотах вважається табу, проте в більшості країн немає законів, які забороняють цю практику. Зазвичай люди не думають, що оральний секс впливає на цноту обох партнерів, хоча думки з цього приводу різняться. Люди також можуть мати негативні почуття або сексуальні обмеження щодо орального сексу або прийому орального сексу, або можуть категорично відмовитися від цієї практики.

## Практика

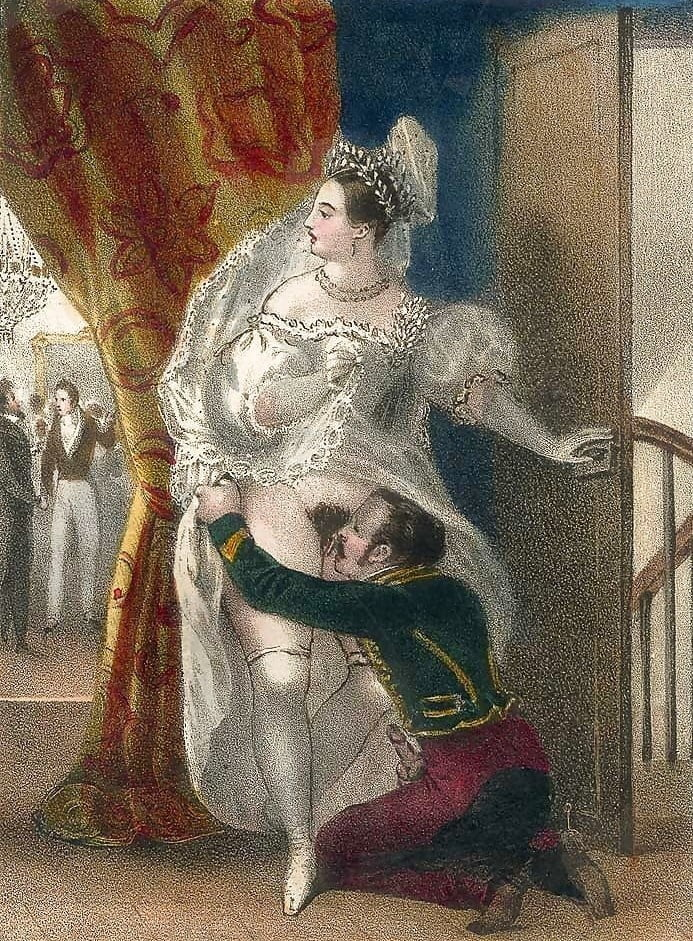
Картина «Чоловік, який займається оральним сексом з жінкою» (Ахілл Деверія)

Оральним сексом можуть займатися люди будь-якої сексуальної орієнтації.

### Форми
Оральний секс — це сексуальна стимуляція статевих органів іншої людини за допомогою рота, яка може набувати різних форм. Під час фейсситингу отримувач сідає на обличчя партнера і торкається його своїми статевими органами. Оральний секс також може бути одночасним у так званій позі «шістдесят дев'ять». Іррумація — це примусова форма феляції, коли одна людина активно вводить свій пеніс у рот партнера. Щодо мастурбації, існує аутофеляція, рідкісний варіант самозадоволення, та аутокунілінгус, можливий для жінок з надзвичайно гнучким хребтом.
Акт групового сексу, обмежений однією жінкою, яка займається оральним сексом з кількома чоловіками, називається «груповуха» (gangsuck, blowbang або lineup), усі похідні від сленгового терміну генг-бенг для групового сексу. Буккаке та ґоккун також можуть передбачати оральний секс.

### Види
- Феляція — оральна стимуляція пеніса
  - Автофеляція — самостійна оральна стимуляція пеніса
- Кунілінгус — оральна стимуляція вульви та (або, частково) вагіни
- Анілінгус — оральна стимуляція ануса та (або, частково) прямої кишки

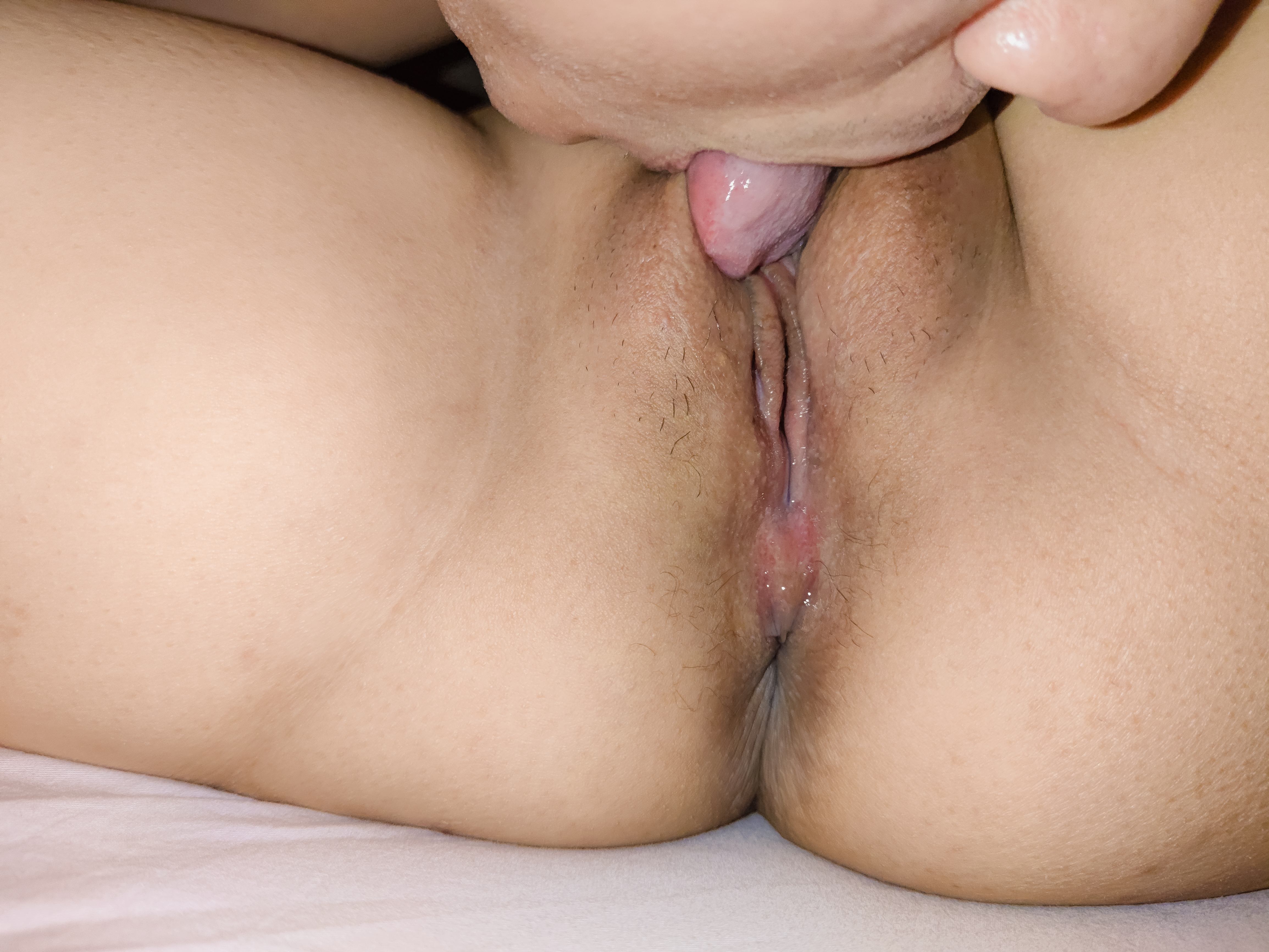
Чоловік виконує кунілінгус
Кунілінгус між жінками
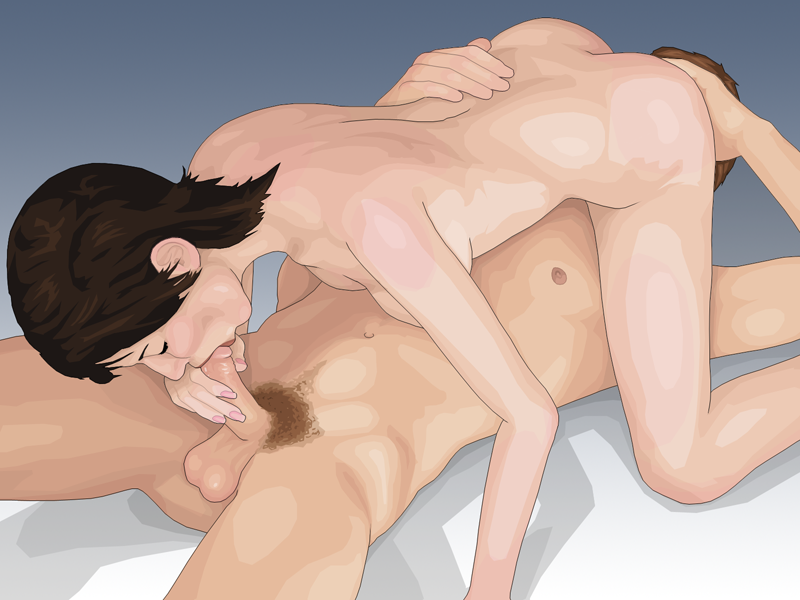
Феляція та кунілінгус між жінкою та чоловіком у позиції 69
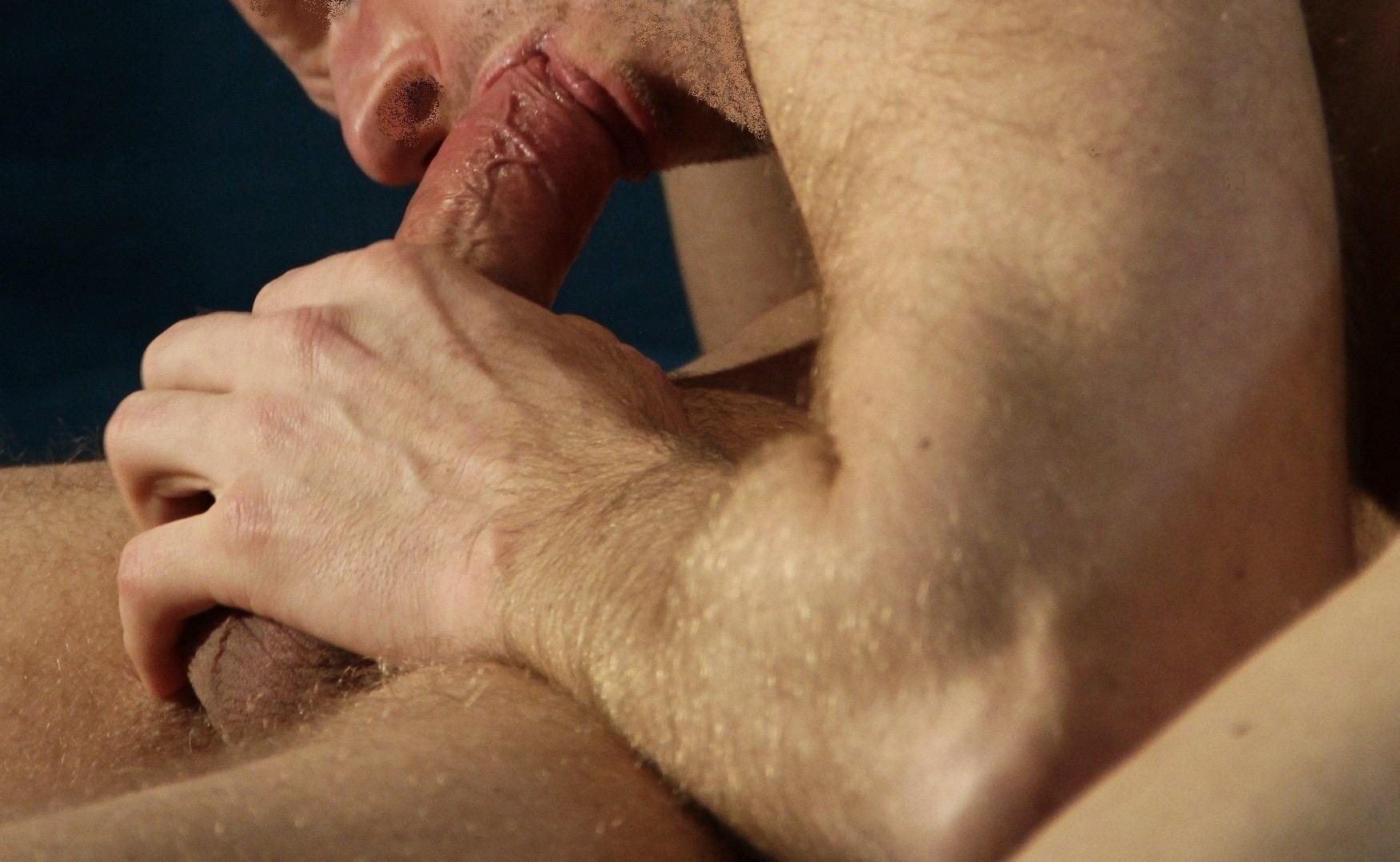
Чоловік виконує феляцію
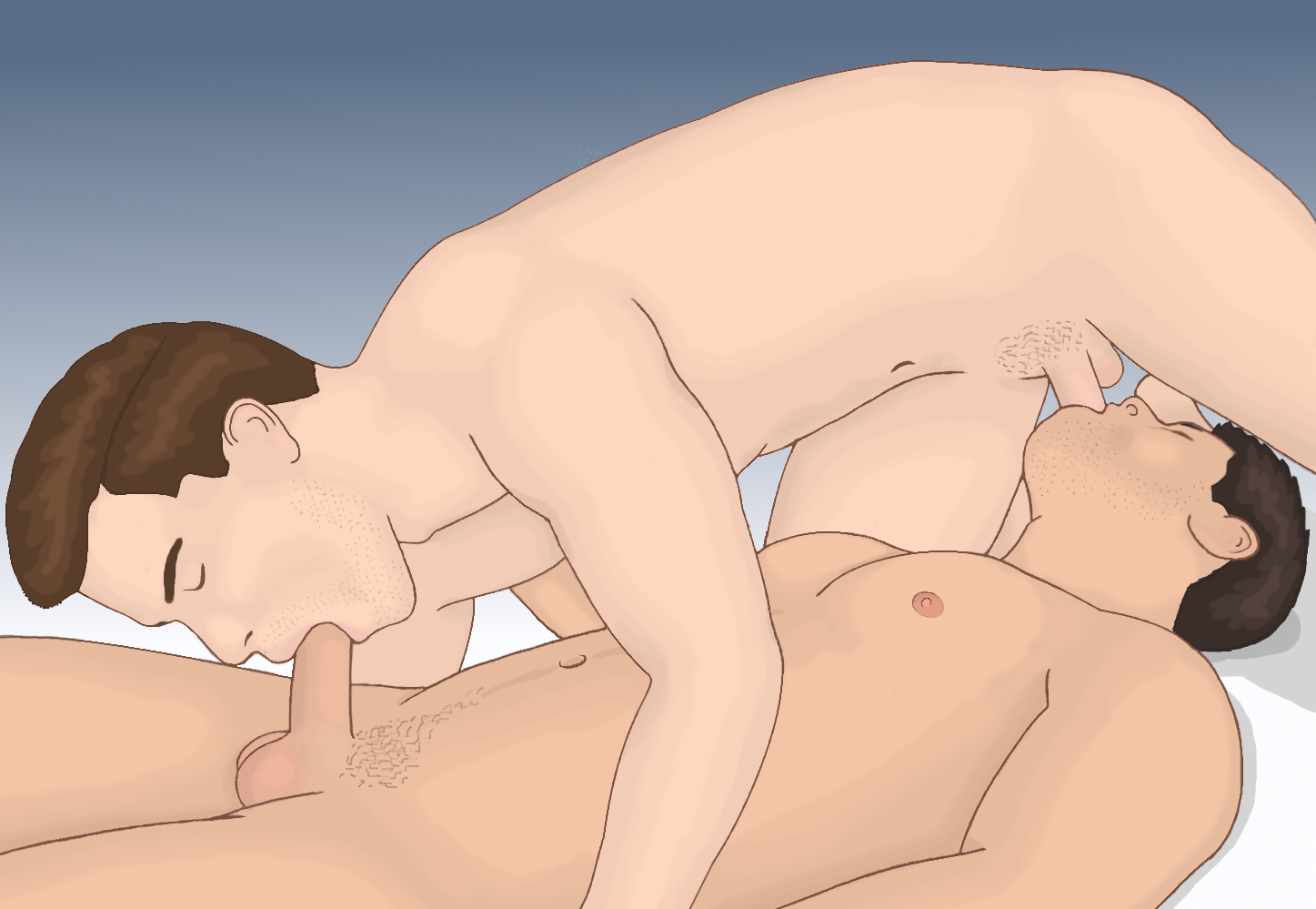
Феляція між чоловіками у позиції 69
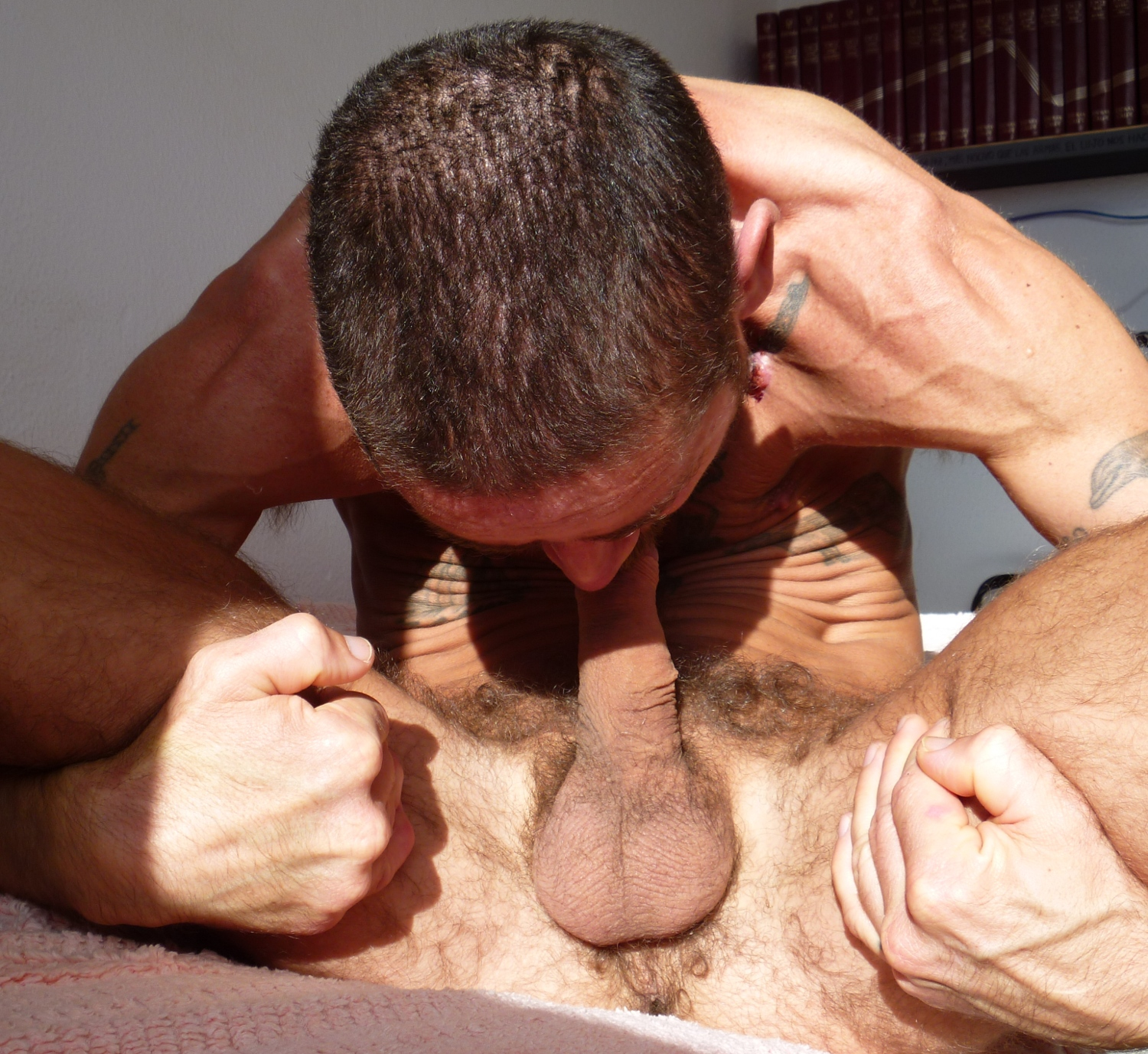
Автофеляція чоловіка
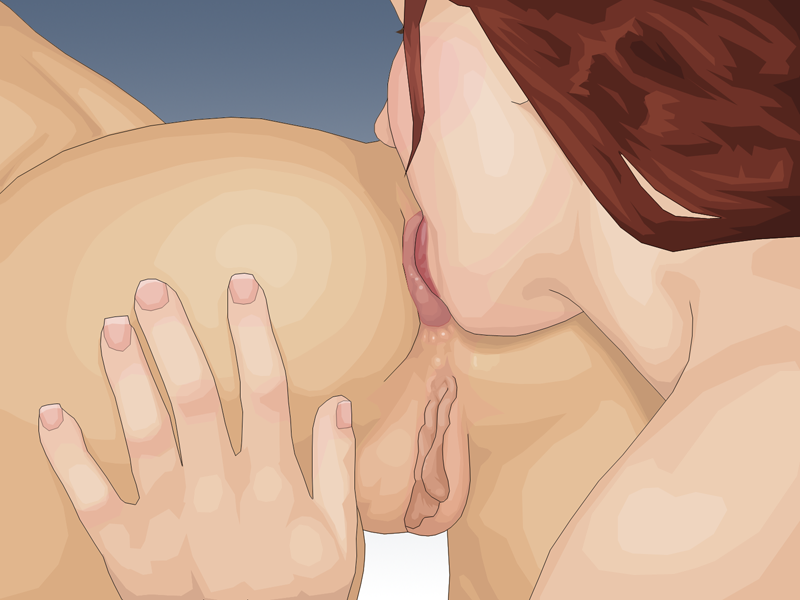
Анілінгус

### Пози орального сексу
Існують різні пози для орального сексу. Оптимальність, залежить від людей, які використовують пози.
- На спині. Одна особалежить на спині, а інша лежить на животі, розмістивши голову між ніг іншої. Рот другої використовується для стимулювання статевих органів партнера/партнерки. Цю позу можна виконувати для чоловіків та жінок. Деякі люди вважають за краще обхопити ногами голову партнера/партнерки, щоб мати надати більший доступ до області статевих органів: клітора або яєчок.
- На колінах. У цій позі одна особа стоїть на руках і колінах. Вона може розсунути ноги або тримати їх близько одна до одної. Активна особа стає позаду і працює ротом над геніталіями партнерки/партнера. Цю позу найлегше виконувати жінкам, але таким чином можна стимулювати яєчка. Якщо партнеру/партнерці важко стояти на колінах, можна модифікувати цю позу: лягти на бік з піднятими колінами, поки інша особа ззаду стимулюватиме геніталії.
- На обличчі. Одна особа лежить на спині, а інша стоїть на колінах над його обличчям, а коліна ставить по обидва боки від голови. Багатьом зручніше покласти руки на бильця ліжка або іншу найближчу опору. Ця позиція дає більше контролю над людиною, яка отримує оральний секс. Альтернативна версію цієї пози включає розворот пертнера/партнерки зверху з орієнтацією на нижнб частину тіла. Так можна спиратися руками на стегна партнера/партнерки. Ця поза підходить як для чоловіків, так і для жінок.
- 69. Одна особа лягає на спину, а інша розташовується зверху. Обличчя кожної особи повинно знаходитися біля геніталій іншої. Тоді обоє одночасно стимулюють ці зону губами, ротом і язиком. Альтернативою тому, щоб один з партнерів/пртнерок лежав на спині, може бути лежання на боці обличчям в протилежні боки. Це також дозволяє давати і отримувати оральні ласки одночасно.
- Стоячи. Одна особастоїть прямо, а інша стає на коліна перед її геніталіями. При цьому можна підтримувати голову партнера/партнерки руками. Можна спробувати модифікувати позу в будь-якій зручній модифікації або з однією ногою, закинутою на плече партнера/партнерки.
- Перевернута голова. Людина, яка займається оральним сексом, лежить на спині, звісивши голову з ліжка. Інша особа може стояти попереду, щоб опустити свої геніталії до рота іншої/іншого. Цю позицію найлегше виконувати чоловіку, але спробувати її може будь-хто.
- На краю. Одна особа, лягає на спину і розміщує сідниці на краю ліжка, дивана або іншої опори. Інша особа стає на коліна між ногами партнера/партнерки, щоб дістатися ротом до геніталій. Ноги можна покласти на плечі партнера/партнерки або дозволити їм звисати. Для підтримки колінможе можна використовувати подушку. Якщо стояти на колінах неможливо, можна сісти на край ліжка або дивана[15].

### Збереження цноти

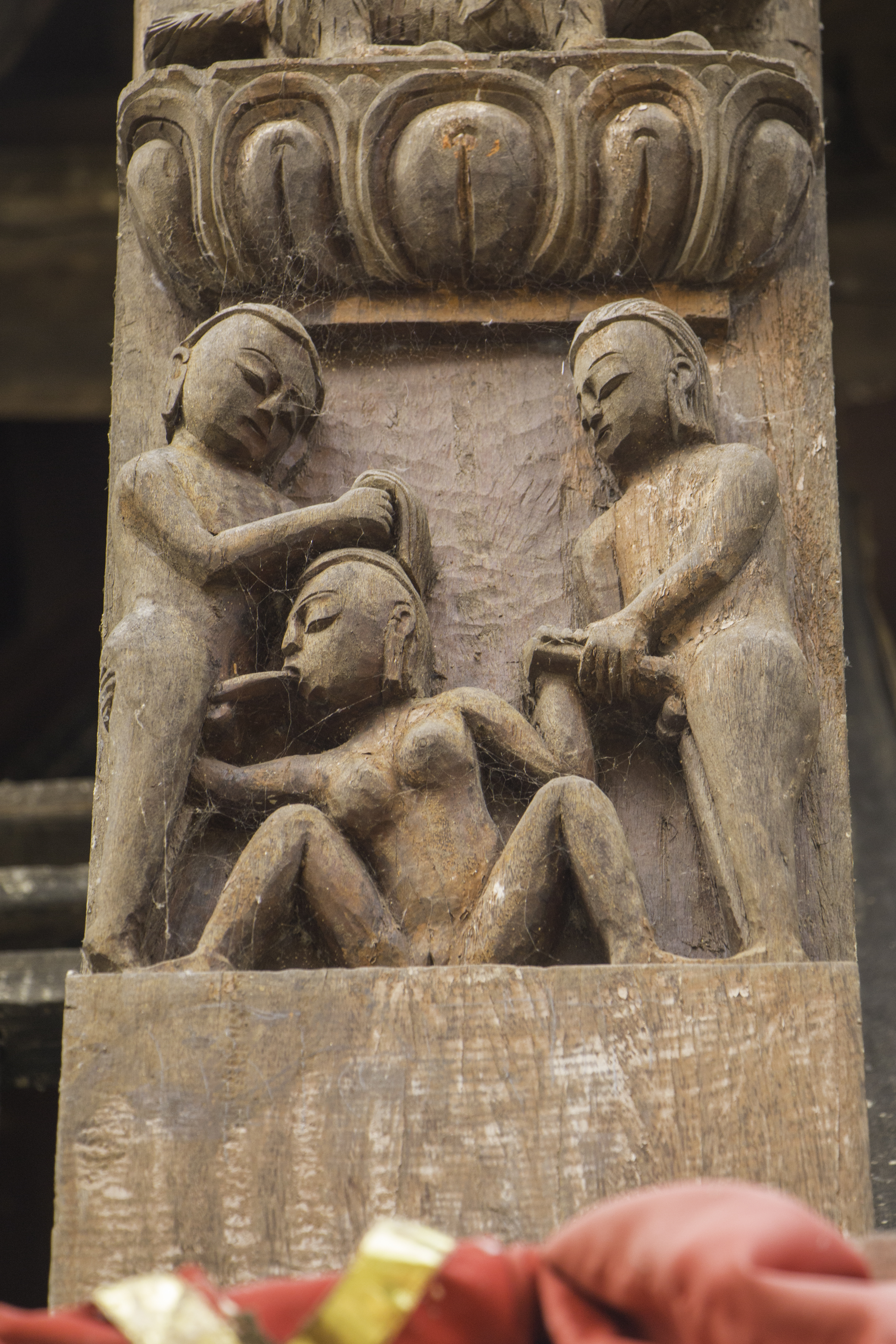
Скульптура XVII століття, що зображує жінку, яка займається оральним сексом з двома чоловіками. Зі стіни храму Ума Махешвор у Кіртіпурі.

Оральний секс може практикуватися для збереження цноти, особливо серед гетеросексуальних пар; це іноді називають технічною цнотою (що може включати анальний секс, ручний секс та інші статеві акти без проникнення, але виключає вагінальний секс із пенісом). Серед підлітків популярна концепція «технічної цноти» або сексуальної стриманості через оральний секс.
Чоловіки-геї, які вважають оральний секс способом збереження цноти, розглядають анальне пенетрацію як результат втрати цноти, тоді як інші геї можуть визначити оральний секс як основну форму сексуальної активності. Навпаки, лесбійські пари зазвичай вважають, що оральний секс або пальці призводять до втрати цноти, хоча визначення втрати цноти серед лесбійок теж різняться.

### Контрацепція та безпечний секс
Сам по собі оральний секс не призводить до вагітності, і гетеросексуальні пари можуть займатися оральним сексом з міркувань контрацепції. Для того, щоб відбулося зачаття, сперма з пеніса повинна потрапити в матку і маткові труби і запліднити яйцеклітину жінки. У людей немає зв'язку між шлунково-кишковою системою та репродуктивною системою, і сперма, яку проковтнула жінка, буде вбита та розщеплена кислотами в її шлунку та білками в тонкому кишечнику. Потім продукти розпаду поглинаються у вигляді незначної кількості поживних речовин. Однак існує потенційний ризик вагітності, якщо сперма якимось чином контактує з вагінальною областю, наприклад сперма в виверженні потрапляє на пальці, руки чи інші частини тіла, які потім контактують з вагінальною областю.
Оральний секс не обов'язково є ефективним методом профілактики інфекцій, що передаються статевим шляхом (ІПСШ), хоча вважається, що деякі форми ІПСШ рідше поширюються таким шляхом, і оральний секс рекомендовано як форма безпечного сексу. У Сполучених Штатах жодні бар'єрні методи для використання під час орального сексу не були оцінені Управлінням з контролю за продуктами і ліками як ефективні. Однак під час практики орального сексу такий бар'єрний захист, як презерватив для феляції або кафердам для кунілінгуса, може надати певний захист під час контакту.
Оральний секс повинен бути обмежений охоронюваними зонами. Імпровізована зубна перегородка може бути зроблена з презерватива або латексної чи нітрилової рукавички, але використання справжньої зубної перегородки (кафердама) вважається кращим. Це пояснюється тим, що справжні зубні дамби охоплюють більшу площу, уникають нещасних випадків, спричинених «ковзанням» за межі охопленої зони, і уникають ризику того, що мсаморобні версії можуть бути випадково пошкоджені або проткнуті ножицями під час процедури різання. Поліетиленову плівку також можна використовувати як бар'єр під час орального сексу, але немає переконливих наукових досліджень щодо того, наскільки ефективною вона може бути чи ні для запобігання передачі захворювань. Певні види поліетиленової плівки виготовляють для використання в мікрохвильовій печі та мають пори, які відкриваються під час нагрівання, але також не існує наукових досліджень про вплив, якщо такий є, на передачу захворювань під час орального сексу. Дехто скаржаться, що товщина пластику притупляє відчуття.
Отже, безпечний оральний секс, при якому ризики передачі ІПСШ мінімізуються, як і решта сексуальних практик, передбачає використання бар'єрної контрацепції, регулярний скринінг на інфекції, що передаються статевим шляхом, та інформування партнерів(-ок) про стан свого здоров'я перед отриманням згоди на секс. Зокрема, серед рекомендованих засобів захисту:
- При виконанні феляції — використання презерватива, повністю надягнутого на пеніс від початку до кінця сексуального контакту.
- При виконанні кунілінгусу — розміщення кофердама (або розрізаного презерватива) між ротом та вульвою приймаючої партнерки протягом всього сексуального контакту.
- При виконанні анілінгусу — розміщення кофердама (або розрізаного презерватива) між ротом та анальною областю приймаючої(-го) партнерки(-ра) протягом всього контакту.

## Поширення
За статистикою, оральним сексом займається 91 % пар. Різні його форми можуть практикувати люди усіх сексуальних орієнтацій.
Доповідь, опублікована Національним центром статистики охорони здоров'я в 2005 році, була основою для статті в журналі Time від 26 вересня 2005 року. Доповідь ґрунтується на результатах комп'ютерного опитування понад 12 000 американців віком від 15 до 44 років і стверджує, що більше половини опитаних підлітків займалися оральним сексом. Хоча деякі заголовки витлумачили це як доказ того, що оральний секс серед підлітків «зростає», це було перше комплексне дослідження такого роду, яке розглядало це питання. 2009 року Центри з контролю та профілактики захворювань (CDC) заявили: «Дослідження показують, що оральний секс зазвичай практикується сексуально активними парами чоловіка і жінки та одностатевими парами різного віку, включаючи підлітків». Дослідження також показує, що «чоловіки частіше, ніж жінки, займаються оральним сексом, тоді як однакові пропорції чоловіків і жінок займаються оральним сексом».
У канадійському дослідженні 89 % гетеросексуальних і бісексуальних чоловіків практикували кунілінгус. 94 % із них сподобалися. З останніх 76 % практикували це часто або дуже часто. Причини відмови від практики кунілінгуса включали відсутність можливості (73 %) і огиду (13 %). Це свідчить про те, що набагато більше 89 % чоловіків практикували б кунілінгус, якби у них була можливість.

### В тваринному світі
Оральний секс, крім людини, виявляється в інших приматів, а також у плямистих гієн, кіз і коротконосих фруктових кажанів. Було припущено, що існує еволюційна перевага через схильність приматів, неприматів і людей до орального сексу. Самки гепардів і левів вилизують і пестять статеві органи самців під час шлюбного ритуалу. Феляція зустрічається у плодожерки (Cynopterus sphinx); це було помічено під час спаровування кажанів. Ці пари кажанів витрачають більше часу на злягання, якщо самка облизує самця, ніж якщо вона цього не робить.
На відміну від багатьох інших тварин, риби з роду Corydoras розмножуються ротовим шляхом. Самець стає перпендикулярно до самки, щоб вона могла приєднатися до його репродуктивного апарату. Потім він випускає сперму в рот самки, яка перетинає її травну систему і запліднює яйцеклітини.

## Ризики для здоров'я та інші дослідження

### Інфекції, що передаються статевим шляхом
Оральний секс може спричиняти зараження ІПСШ в обох напрямках: як для, так і від приймаючого партнера (партнерки). При цьому опитування молоді до 25 років показали, що понад 70 % респондентів(-ок) вважають оральний секс безпечнішим за генітальний секс як з точки зору запобігання вагітності, так і щодо передачі інфекцій, які передаються статевим шляхом.
Деякі інфекції, що передаються статевим шляхом (ІПСШ), такі як хламідіоз і вірус папіломи людини (ВПЛ), можуть передаватися через оральний секс. Будь-який статевий обмін рідинами організму з людиною, інфікованою ВІЛ, вірусом, який викликає СНІД, становить ризик інфікування. Однак ризик інфікування ІПСШ зазвичай вважається значно нижчим при оральному сексі, ніж при вагінальному чи анальному сексі, причому передача ВІЛ вважається найнижчим ризиком щодо орального сексу.
Існує підвищений ризик передачі ІПСШ, якщо партнер, який приймає, має рани на геніталіях, або якщо партнер, що дає, має рани чи відкриті виразки на або в роті, або якщо кровоточать ясна. Чищення зубів, використання зубної нитки, стоматологічна робота незадовго до або після орального сексу також може збільшити ризик передачі, оскільки всі ці дії можуть спричинити невеликі подряпини на слизовій рота. Ці рани, навіть якщо вони мікроскопічні, збільшують шанси зараження ІПСШ, які можуть передаватися орально за цих умов. Такий контакт також може призвести до більш звичайних інфекцій від звичайних бактерій і вірусів, які знаходяться в статевих органах, навколо них і виділяються з них. Через вищезазначені фактори медичні джерела радять використовувати презервативи або інші ефективні бар'єрні методи під час орального сексу з партнером, чий статус ІПСШ невідомий.
| Ризик при незахищеному сексі з інфікованою людиною | Ризик при незахищеному сексі з інфікованою людиною | Ризик при незахищеному сексі з інфікованою людиною                         |
| Неінфікована людина                                | Відомі ризики | Можливі                                                                    |
| -------------------------------------------------- | --- | -------------------------------------------------------------------------- |
| Виконання феляції                                  | - Хламідіоз з ураженням ротоглотки - Гонорея з ураженням ротоглотки (25–30 %) - Простий герпес (рідко) - Папіломавірусна інфекція - Сифіліс з ураженням ротоглотки (шанкр-амігдаліт) (1 %) | - Гепатит В (низький ризик) - ВІЛ-інфекція (0.01 %) - Гепатит C (невідомо) |
| Виконання кунілінгусу                              | - Герпес - Папіломавірусна інфекція | - Хламідіоз з ураженням ротоглотки - Гонорея з ураженням ротоглотки        |
| Отримання феляції                                  | - Хламідіоз - Гонорея - Простий герпес - Сифіліс (1 %) | - Папіломавірусна інфекція                                                 |
| Отримання кунілінгусу                              | - Простий герпес | - Папіломавірусна інфекція - Бактеріальний вагіноз - Гонорея               |
| Анілінгус                                          | - Амебіаз - Криптоспоридіоз (1 %) - Лямбліоз - Гепатит А(1 %) - Шигельоз (1 %) | - Папіломавірусна інфекція (1 %)                                           |

### Зв'язок орального сексу і раку порожнини рота
Повідомлялося про зв'язок між оральним сексом і раком порожнини рота у людей, інфікованих вірусом папіломи людини (ВПЛ). У 2005 році дослідження на факультеті одонтології Університету Мальме показало, що незахищений оральний секс з людиною, інфікованою ВПЛ, може збільшити ризик раку ротової порожнини. Дослідження показало, що 36 % хворих на рак мали ВПЛ у порівнянні з лише 1 % здорової контрольної групи.
Інше дослідження в The New England Journal of Medicine показує кореляцію між оральним сексом і раком горла. Вважається, що це пов'язано з передачею ВПЛ, вірусу, який був причетний до більшості випадків раку шийки матки та який був виявлений у тканинах раку горла в численних дослідженнях. Дослідження прийшло до висновку, що люди, які протягом життя мали від одного до п'яти партнерів по оральному сексу, мали приблизно удвічі більший ризик раку горла порівняно з тими, хто ніколи не займався цією діяльністю, а ті, хто мав більше п'яти партнерів по оральному сексу, мали на 250 відсотків більший ризик.

### Зменшення викиднів
Феляція може знизити ризик викиднів, викликаючи імунологічну толерантність у жінки шляхом впливу білків у спермі її партнера, процес, відомий як батьківська толерантність. Хоча будь-який вплив сперми партнера, здається, знижує шанси жінки на різні імунологічні розлади, які можуть виникнути під час вагітності, імунологічна толерантність може бути найшвидше встановлена через пероральне введення та шлунково-кишкове всмоктування сперми. Визнаючи, що деякі з досліджень потенційно включали наявність змішуючих факторів, таких як можливість того, що жінки, які регулярно виконують феляцію та ковтають сперму, також мають більш часті статеві стосунки, дослідники також відзначили, що в будь-якому випадку «дані все ще в переважній більшості підтримують основну теорію», що лежить в основі всіх їхніх досліджень,— що повторний вплив сперми встановлює імунологічну толерантність матері, необхідну для безпечної та успішної вагітності.

## Оральний секс та законодавство
Законодавство більшості країн не регламентує та не забороняє практики орального сексу. Однак у деяких країнах існують або існували законодавчі, історичні або релігійні заборони на деякі види сексуальних відносин.
- У Сингапурі оральний секс заборонений і карається 10-ма роками позбавлення свободи або штрафом в розмірі до 10 000 євро.
- Закони Індонезії забороняють оральний секс, але на практиці переслідується досить рідко.
- У деяких штатах США до 2003 року оральні акти були заборонені. Але на практиці закон застосовувався тільки для збільшення вини обвинувачених за наявності більш тяжких сексуальних злочинів.
- У Малайзії оральний секс заборонений, карається ув'язненням на строк до 20 років.

## Оральний секс і релігія
- Іслам не забороняє оральну стимуляцію статевих органів, але деякі авторитетні ісламські вчені її не рекомендують, вважаючи еякуляцію в рот небажаною.
- Частина традиційних конфесій християнства забороняє оральний секс. Однак у Біблії прямої заборони немає. Тому нині деякі християнські конфесії не забороняють оральну стимуляцію статевих органів.
- Католицька і православна церкви розглядають секс як механізм продовження роду. Тому будь-які види сексу, зокрема й оральний, що не ведуть і не можуть вести до зачаття, цими церквами засуджуються[71].
- Свідки Єгови негативно ставляться до орального сексу в шлюбі, якщо тільки він відбувається в грубій, насильницькій, розпусній або небезпечній для здоров'я формі, є проявом хтивості, або засуджується совістю одного з партнерів, в інших випадках питання вирішується подружжям між собою. Поза шлюбом оральний секс вважається блудом, так само як і звичайний секс[72].
- У частині напрямків буддизму суворо заборонено невагінальні статеві зносини[73].

## Культурні погляди

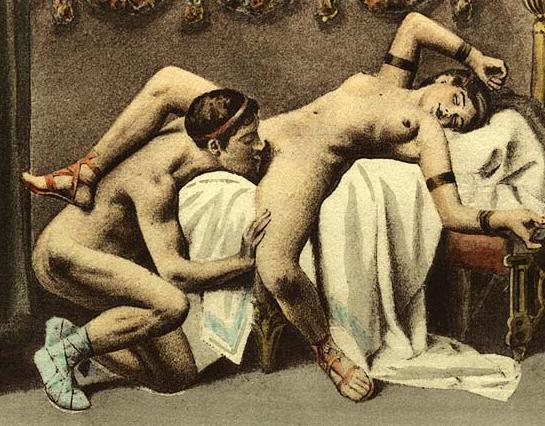
Зображення кунілінгуса ХІХ століття

Культурні погляди на оральний секс варіюються від відрази до високої поваги. Він, особливо фелляція, вважається табу, або, принаймні, не рекомендується, у багатьох культурах і частинах світу. Закони деяких юрисдикцій розглядають оральний секс як проникаючий секс, але більшість країн не мають законів, які забороняють саму практику, на відміну від анального сексу або позашлюбного сексу.
У Стародавньому Римі фелляція вважалася глибоко табуйованою. Статеві акти, як правило, розглядалися через призму підпорядкування і контролю. Це видно з двох латинських слів для позначення акту: «irrumare» (проникати орально) і «fellare» (бути проникнутим орально). Згідно з цією системою, вважалося огидним для чоловіка виконувати фелляцію, оскільки це означало б, що він був проникнутий (контрольований), тоді як отримання фелляції від жінки або іншого чоловіка з нижчим соціальним статусом (наприклад, раба або боржника) не було принизливим. Римляни вважали оральний секс набагато ганебнішим, ніж, наприклад, анальний — відомі практики мали неприємний запах з рота і часто були небажаними гостями за обіднім столом. Іррумація була настільки принизливою в римському суспільстві, що часто використовувалася як метод покарання.
На відміну від історичних поглядів на фелляцію, кунілінгус шанується як духовно наповнена практика в китайському даосизмі, який розглядає його як такий, що має здатність збільшувати довголіття. У сучасній Західній культурі оральний секс широко практикується серед підлітків і дорослих..
Люди наводять різні причини своєї нелюбові до орального сексу. Деякі стверджують, що оскільки він не призводить до розмноження, то, отже, є протиприродним. Інші вважають його менш інтимним, оскільки це не практика віч-на-віч, або вважають, що це принизлива чи нечиста практика;, що це принизливо або нечисто — це думки, які, принаймні в деяких випадках, пов'язані з символікою, що закріплюється за різними частинами тіла. На противагу цим поглядам, люди також вважають, що оральний секс «є однією з найбільш інтимних форм поведінки, до якої може вдаватися пара, оскільки він вимагає повної довіри і вразливості».
Хоча зазвичай вважається, що лесбійські сексуальні практики включають кунілінгус для всіх жінок, які мають секс з жінками (ЖСЖ), деякі відчувають огиду до кунілінгусу через те, що їм не подобається цей досвід або психологічні чи соціальні фактори, наприклад, вважають його нечистим. Інші ЖСЖ вважають, що це необхідність або значною мірою визначає лесбійську сексуальну активність. Лесбійські пари частіше розглядають неприязнь жінки до кунілінгусу як проблему, ніж гетеросексуальні пари, і часто звертаються до терапії для подолання заборон щодо цього.

## Пояснення
1. ↑  Однак, це сталося за дивних обставин [Архівовано 18 серпня 2021 у Wayback Machine.], пов'язаних з ножовим пораненням..